# The Greatest American
The Greatest American (Người Mỹ vĩ đại nhất) là một chương trình bầu chọn do kênh truyền hình Discovery Channel của Hoa Kỳ tổ chức năm 2005 để tìm ra người Mỹ được coi là vĩ đại nhất trong lịch sử. Chương trình này được thực hiện mô phỏng theo chương trình 100 Greatest Britons của đài BBC.

## Danh sách
| TT | Nhân vật              | Thời gian sống         | Vai trò                                                                                                |
| -- | --------------------- | ---------------------- | --- |
| 01 | Ronald Reagan         | 1911-2004              | Tổng thống thứ 40 của Hoa Kỳ                                                                           |
| 02 | Abraham Lincoln       | 1809-1865              | Tổng thống thứ 16 của Hoa Kỳ, người góp phần quyết định vào quá trình giải phóng nô lệ tại Hoa Kỳ      |
| 03 | Martin Luther King    | 1929-1968              | Mục sư, luật sư đấu tranh cho quyền bình đẳng của người da màu                                         |
| 04 | George Washington     | 1732-1799              | Tổng thống đầu tiên của Hoa Kỳ, nhà lãnh đạo Cách mạng Hoa Kỳ                                          |
| 05 | Benjamin Franklin     | 1706-1790              | Học giả, chính trị gia, người tham gia ký Tuyên ngôn độc lập Hoa Kỳ                                    |
| 06 | George W. Bush        | 1946-                  | Tổng thống thứ 43 của Hoa Kỳ                                                                           |
| 07 | Bill Clinton          | 1946-                  | Tổng thống thứ 42 của Hoa Kỳ                                                                           |
| 08 | Elvis Presley         | 1935-1977              | Ca sĩ, nhạc sĩ, người được mệnh danh là "Ông vua nhạc Rock 'n' Roll"                                   |
| 09 | Oprah Winfrey         | 1954-                  | Người dẫn chương trình, nữ tỷ phú                                                                      |
| 10 | Franklin D. Roosevelt | 1882-1945              | Tổng thống thứ 32 của Hoa Kỳ                                                                           |
| 11 | Billy Graham          | 1918-2018              | Mục sư, nhà truyền bá phúc âm, một trong những nhà lãnh đạo có ảnh hưởng nhất của phong trào Tin Lành. |
| 12 | Thomas Jefferson      | 1743-1826              | Tổng thống thứ ba của Hoa Kỳ, tác giả chính của Tuyên ngôn độc lập Hoa Kỳ                              |
| 13 | Walt Disney           | 1901–1966              | Đạo diễn điện ảnh, nhà kinh doanh                                                                      |
| 14 | Albert Einstein       | 1879-1955              | Nhà vật lý lý thuyết gốc Đức                                                                           |
| 15 | Thomas Edison         | 1847–1931              | Nhà sáng chế, doanh nhân                                                                               |
| 16 | John F. Kennedy       | 1917-1963              | Tổng thống thứ 35 của Hoa Kỳ                                                                           |
| 17 | Bob Hope              | 1903-2003              | Diễn viên, người dẫn chương trình                                                                      |
| 18 | Bill Gates            | 1955-                  | Nhà kinh doanh, đồng sáng lập tập đoàn Microsoft, tỷ phú                                               |
| 19 | Eleanor Roosevelt     | 1884-1962              | Phu nhân tổng thống Franklin D. Roosevelt, nhà hoạt động nữ quyền                                      |
| 20 | Lance Armstrong       | 1971-                  | Vận động viên đua xe đạp, 7 lần liên tiếp vô địch Tour de France                                       |
| 21 | Muhammad Ali          | 1942–2016              | Vận động viên quyền Anh                                                                                |
| 22 | Rosa Parks            | 1913-2005              | Nhà hoạt động vì quyền bình đẳng của người da đen                                                      |
| 23 | Anh em nhà Wright     | 1871–1948 và 1867-1912 | Nhà phát minh máy bay                                                                                  |
| 24 | Henry Ford            | 1863-1947              | Nhà kinh doanh, người sáng lập hãng ô tô Ford Motor Company, tỷ phú                                    |
| 25 | Neil Armstrong        | 1930-2012              | Nhà du hành vũ trụ, con người đầu tiên đặt chân lên Mặt Trăng                                          |

## Ứng cử viên
25 nhân vật nói trên được lựa chọn theo số phiếu bầu từ 100 ứng cử viên đầu tiên. Dưới đây là các nhân vật còn lại trong danh sách ứng cử viên:
| - Maya Angelou - Susan B. Anthony - Lucille Ball - Alexander Graham Bell - Barbara Bush - George H. W. Bush - Laura Bush - Andrew Carnegie - Johnny Carson - Jimmy Carter - George Washington Carver - Ray Charles - César Chávez - Hillary Rodham Clinton - Bill Cosby - Tom Cruise - Ellen DeGeneres - Frederick Douglass - Amelia Earhart - Clint Eastwood - John Edwards - Dwight D. Eisenhower - Brett Favre - Mel Gibson - Rudy Giuliani - John Glenn - Alexander Hamilton - Tom Hanks - Hugh Hefner - Katharine Hepburn - Howard Hughes - Michael Jackson - Steve Jobs - Lyndon B. Johnson - Michael Jordan - Helen Keller - Jacqueline Kennedy Onassis - Robert F. Kennedy | - Rush Limbaugh - Charles Lindbergh - George Lucas - Madonna - Malcolm X - Phil McGraw - Marilyn Monroe - Michael Moore - Audie Murphy - Richard M. Nixon - Barack Obama - Jesse Owens - George S. Patton - Colin Powell - Christopher Reeve - Condoleezza Rice - Jackie Robinson - Theodore Roosevelt - Babe Ruth - Carl Sagan - Jonas Salk - Arnold Schwarzenegger - Frank Sinatra - Joseph Smith, Jr. - Steven Spielberg - James Stewart - Martha Stewart - Nikola Tesla - Pat Tillman - Harry Truman - Donald Trump - Harriet Tubman - Mark Twain - Sam Walton - John Wayne - Tiger Woods - Chuck Yeager |